# Karlsson på taget
Karlsson på taget er en række bøger af Astrid Lindgren. Bøgerne handler om Lillebror på syv år, som bor i Stockholm sammen med sin far, mor, og sine søskende Bosse og Bettan. Lillebror får besøg af Karlsson, som er en lille, tyk mand i sin bedste alder. Karlsson har en propel på ryggen, der gør at han kan flyve. Han trykker bare på en knap på navlen, og så kommer propellen. Lille, tykke Karlsson er faktisk med sine egne ord bedre end alle andre til alting.
Karlsson på taget er blevet filmatiseret fire gange, senest i 2002 som tegnefilm. Ilon Wikland, som har illustreret mange Lindgren-historier, har også udformet figurerne i denne tegnefilm.

## Udgivelser

### Bøger
- 1955 – Lillebror og Karlsson på taget
- 1962 – Karlsson på taget flyver igen
- 1968 – Karlsson på taget sniger igen
- 1972 – Alt om Karlsson på taget (samlet udgivelse)

Bøgerne er også udgivet som lydbøger, hvor Astrid Lindgren indlæste:
- Lillebror og Karlsson på taket Gammafon
- Karlsson på taget filurar Gammafon
- Lillebror og Karlsson på taget (længere indlæsning) PAN lydbøger (2002) ISBN 9173130222

### Film
- 1968 – Lillebror og Karlsson, regi: Boris Stepantsev
- 1970 – Karlsson er tilbage, regi: Boris Stepantsev
- 1974 – Verdens bedste Karlsson, regi: Olle Hellbom
- 2002 – Karlsson på taget, animereret
- 2002 – Karlsson på taget (animereret tv-serø)

### Teater
- 1978 – Karlsson på taket, på Folkan i regi af Staffan Götestam
- 2016 – Karlsson på taket, på Dramaten i regi af Alexander Öberg. Krister Henriksson spillede rollen som Karlsson og Nour El Refai spillede Lillebror.